# Championnats d'Amérique du Sud d'athlétisme 2015
Navigation
Édition précédente Édition suivante
Les 49es Championnats d'Amérique du Sud d'athlétisme se sont déroulés du  12 au 14 juin 2015 à Lima, au Pérou.

## Résultats
Le Brésil a dominé cette 49e édition qui s'est déroulée dans le stade de la Videna à Lima. Les conditions atmosphériques défavorables (un automne froid et pluvieux) n'ont pas empêché d'assez bons résultats techniques, sauf dans les sprints à cause du vent défavorable, résultats dont le meilleur semble le record national de Júlio César de Oliveira qui revient au sommet après son titre mondial jeunesse de 2003. Un autre vainqueur de 2003, revient à 1 cm de son record, l'Argentin Germán Chiaraviglio, à la deuxième tentative réussie à 5,70 m. Lorena Arenas bat le record sud-américain du 20 km marche, bénéficiant de la disqualification de Kimberly García à mi-parcours. Pour l'Uruguay se furent les meilleurs championnats depuis ceux de 1919 quand seulement trois nations participaient, avec deux records pour Déborah Rodríguez dont celui des championnats sur 400 m haies. Le record d'Emiliano Lasa porté à 8,09 m constitue une autre performance remarquable. Muriel Coneo bat le record des championnats du 1 500 m. Tous les champions, peu importe leur performance, sont automatiquement qualifiés pour les Championnats du monde de 2015 à Pékin.
Le Brésil remporte 11 médailles d'or, 15 d'argent et 8 de bronze, devant la Colombie (9, 6, 6) et le Venezuela (8, 8, 6).

### Hommes
| Épreuves | Or                                                                                  | Argent                                                                       | Bronze                                                                              |
| --- | ----------------------------------------------------------------------------------- | ---------------------------------------------------------------------------- | ----------------------------------------------------------------------------------- |
| 100 m | Diego Palomeque 10 s 40                                                             | Álex Quiñónez 10 s 43                                                        | Alberg Ifrish 10 s 57                                                               |
| 200 m | Álex Quiñónez 20 s 76                                                               | Diego Palomeque 21 s 15                                                      | Arturo Deliser 21 s 25                                                              |
| 400 m | Alberth Bravo 45 s 26                                                               | Hederson Estefani 45 s 57                                                    | Freddy Mezones 45 s 67                                                              |
| 800 m | Rafith Rodríguez 1 min 46 s 48                                                      | Lucirio Garrido 1 min 47 s 83                                                | Jhon Sinisterra 1 min 48 s 50                                                       |
| 1 500 m | Carlos Díaz 3 min 40 s 79                                                           | Federico Bruno 3 min 42 s 21                                                 | Gerald Giraldo 3 min 42 s 38                                                        |
| 5 000 m | Víctor Aravena 14 min 6 s 14                                                        | Federico Bruno 14 min 6 s 25                                                 | Bayron Piedra 14 min 8 s 84 PB                                                      |
| 10 000 m | Bayron Piedra 28 min 30 s 80 CR                                                     | Mauricio González 28 min 33 s 53 PB                                          | Luis Ostos Cruz 28 min 43 s 10                                                      |
| 110 m haies | João Vítor de Oliveira 13 s 96                                                      | Jorge McFarlane 13 s 99                                                      | Javier McFarlane 14 s 00                                                            |
| 400 m haies | Hederson Estefani 49 s 54                                                           | Víctor Solarte 50 s 83                                                       | Yeison Rivas 50 s 88                                                                |
| 3 000 m steeple | Gerald Giraldo 8 min 29 s 53 CR                                                     | Mauricio Valdivia 8 min 40 s 28                                              | Enzo Yáñez 8 min 43 s 28                                                            |
| 4 × 100 m | Équateur Ánderson Quintero Jhon Valencia Franklin Nazareno Álex Quiñónez 39 s 94 SB | Venezuela Diego Rivas Arturo Ramírez Álvaro Cassiani Dubeiker Cedeño 40 s 19 | Colombie Yeferson Valencia Diego Palomeque Jeyson Rivas Carlos Andrés Lemos 40 s 80 |
| 4 × 400 m | Venezuela Alberth Bravo José Meléndez Alberto Aguilar Freddy Mezones 3 min 4 s 96   | Chili Martín Tagle Sergio Aldea Sergio Germain Enzo Faulbaum 3 min 10 s 32   | Pérou Bryan Erazo Williams García Luis Saavedra Paulo Herrera 3 min 14 s 64         |
| 20 000 m marche | Pavel Chihuán 1 h 23 min 34 s NR                                                    | Juan Manuel Cano 1 h 23 min 56 s                                             | Mauricio Arteaga 1 h 24 min 18 s                                                    |
| Saut en hauteur | Fernando Carvalho Ferreira 2,22 m                                                   | Talles Frederico Silva 2,22 m                                                | Alexander Bowen 2,19 m                                                              |
| Saut à la perche | Germán Chiaraviglio 5,70 m                                                          | Daniel Zupeuc 5,00 m                                                         | José Gutiérrez Pozo 4,70 m                                                          |
| Saut en longueur | Emiliano Lasa 8,09 m NR                                                             | Diego Hernández 7,91 m, vf +2,2                                              | Mauro Vinícius da Silva 7,81 m                                                      |
| Triple saut | Jhon Murillo 16,55 m                                                                | Jefferson Sabino 16,34 m                                                     | Divier Murillo 16,34 m                                                              |
| Lancer du poids | Germán Lauro 20,77 m                                                                | Darlan Romani 20,32 m                                                        | Nelson Henrique Fernandes 18,28 m                                                   |
| Lancer du disque | Mauricio Ortega 61,36 m                                                             | Ronald Julião 59,80 m                                                        | Juan Caicedo 54,88 m                                                                |
| Lancer du marteau | Wagner Domingos 71,47 m                                                             | Allan Wolski 69,82 m                                                         | Juan Ignacio Cerra 67,70 m                                                          |
| Lancer du javelot | Júlio César de Oliveira 81,22 m NR                                                  | Braian Toledo 79,34 m                                                        | Arley Ibargüen 75,47 m                                                              |
| Décathlon | Luiz Alberto de Araújo 7 799 pts                                                    | Georni Jaramillo 7 454 pts                                                   | Óscar Campos 6 857 pts                                                              |
| Records et Performances - AR : Record continental (area record) - CR : Record des championnats (championship record) - MR : Record du meeting (meet record) - NR : Record national (national record) - OR : Record olympique (olympic record) - PR : Record paralympique (paralympic record) - PB : Record personnel (personal best) - SB : Meilleure performance personnelle de la saison (season's best) - WL : Meilleure performance mondiale de l'année (world leader) - WJR : Record du monde junior (world junior record) - WR : Record du monde (world record) Circonstances et Conditions - DNF : N'a pas terminé (did not finish) - DNS : N'a pas pris le départ (did not start) - DQ : Disqualification (disqualification) - NM : Aucun essai valable enregistré (No Mark) - Q : Qualifié « directement » au prochain tour (ou à la prochaine compétition), lors d'une compétition majeure, grâce au classement ou à la réalisation des minima (automatic qualifier) - q : Qualifié au prochain tour (ou à la prochaine compétition), lors d'une compétition majeure, grâce au repêchage ou à la réalisation de l'une des meilleures performances parmi celles des « non qualifiés directement » (grâce au meilleur temps ou à la meilleure distance par exemple) (secondary qualifier) |                                                                                     |                                                                              |                                                                                     |

### Femmes
| Épreuves | Or                                                                                      | Argent | Bronze                                                                                   |
| --- | --------------------------------------------------------------------------------------- | --- | ---------------------------------------------------------------------------------------- |
| 100 m | Nediam Vargas 11 s 45 (-1,0 m/s)                                                        | Isidora Jiménez 11 s 51                                                                                    | Vanusa dos Santos 11 s 60                                                                |
| 200 m | Nercely Soto 23 s 15 (-0,9 m/s)                                                         | Isidora Jiménez 23 s 38                                                                                    | Nediam Vargas 23 s 60                                                                    |
| 400 m | Geisa Coutinho 53 s 07                                                                  | Nercely Soto 54 s 38                                                                                       | Liliane Fernandes 54 s 53                                                                |
| 800 m | Déborah Rodríguez 2 min 1 s 46 PB                                                       | Flavia de Lima 2 min 2 s 05 PB                                                                             | Ydanis Navas 2 min 7 s 92                                                                |
| 1 500 m | Muriel Coneo 4 min 10 s 14 CR                                                           | Flavia de Lima 4 min 13 s 58 PB                                                                            | María Pía Fernández 4 min 19 s 37 NR                                                     |
| 5 000 m | María Pastuña 15 min 49 s 33                                                            | Roberta de Carvalho Tatiele 15 min 50 s 62                                                                 | Carolina Tabares 15 min 59 s 28                                                          |
| 10 000 m | Inés Melchor 32 min 28 s 87                                                             | María Pastuña 32 min 51 s 33                                                                               | Wilma Arizapana 33 min 1 s 15                                                            |
| 20 000 m marche | Lorena Arenas 1 h 31 min 2 s 3 AR                                                       | Ingrid Hernández 1 h 36 min 42 s 1                                                                         | Angela Castro 1 h 41 min 38 s 3                                                          |
| 100 m haies | Yvette Lewis 13 s 31                                                                    | Brigitte Merlano 13 s 43                                                                                   | Adelly Santos 13 s 53                                                                    |
| 400 m haies | Déborah Rodríguez 56 s 33 NR                                                            | Magdalena Mendoza 56 s 65                                                                                  | Liliane Fernandes 58 s 44                                                                |
| 3 000 m steeple | Muriel Coneo 9 min 53 s 1                                                               | Tatiane Raquel da Silva 9 min 56 s 8                                                                       | Belén Casetta 9 min 57 s 1                                                               |
| 4 × 100 m | Venezuela Lexabeth Hidalgo Magdalena Mendoza Nediam Vargas Arteaga Nercely Soto 44 s 28 | Brésil Vanusa dos Santos Bruna Jessica Oliveira Farias Vitoria Cristina Silva Rosa Adelly Oliveira 44 s 43 | Chili Josefina Gutiérrez Isidora Jiménez Maria Fernanda Mackenna Paula Goñi 44 s 83 NR   |
| 4 × 400 m | Brésil Vanusa dos Santos Liliane Fernandes Joelma Sousa Jaílma de Lima 3 min 34 s 51    | Venezuela Nercely Soto Magdalena Mendoza Maryury Valdez Ydanis Navas 3 min 37 s 05                         | Chili Paula Goñi Carmen Mansilla Javiera Errazuriz Maria Fernanda Mackenna 3 min 40 s 56 |
| Saut en hauteur | Ana Paula Caetano de Oliveira 1,82 m                                                    | Candy Toche 1,76                                                                                           | Betsabé Páez 1,76 m                                                                      |
| Saut à la perche | Robeilys Peinado 4,35 m                                                                 | Valeria Chiaraviglio 4,10 m                                                                                | Karla da Silva 4,10 m                                                                    |
| Saut en longueur | Paola Mautino 6,52 m (v.f.)                                                             | Tania Ferreira da Silva 6,37 m (vf)                                                                        | Yuliana Angulo 6,25 m                                                                    |
| Triple saut | Yulimar Rojas 14,14 m (+2,8 m/s)                                                        | Tania Ferreira da Silva 13,60 m                                                                            | Giselly Andrea Landazury 13,35 m                                                         |
| Lancer du poids | Geísa Arcanjo 17,76 m                                                                   | Natalia Ducó 17,56 m                                                                                       | Ahymará Espinoza 17,25 m                                                                 |
| Lancer du disque | Andressa de Morais 61,15 m                                                              | Fernanda Borges Martins 58,22 m                                                                            | Rocío Comba 57,15 m                                                                      |
| Lancer du marteau | Rosa Rodríguez 71,66 m                                                                  | Eli Moreno 66,05 m                                                                                         | Jenny Dahlgren 64,76 m                                                                   |
| Lancer du javelot | Jucilene de Lima 60,16 m                                                                | Flor Ruíz 59,86 m                                                                                          | Maria Paz Rios 51,12 m                                                                   |
| Heptathlon | Evelis Aguilar 5 902 pts NR                                                             | Guillercy González 5 444 pts                                                                               | Giovana Cavaleti 5 426 pts                                                               |
| Records et Performances - AR : Record continental (area record) - CR : Record des championnats (championship record) - MR : Record du meeting (meet record) - NR : Record national (national record) - OR : Record olympique (olympic record) - PR : Record paralympique (paralympic record) - PB : Record personnel (personal best) - SB : Meilleure performance personnelle de la saison (season's best) - WL : Meilleure performance mondiale de l'année (world leader) - WJR : Record du monde junior (world junior record) - WR : Record du monde (world record) Circonstances et Conditions - DNF : N'a pas terminé (did not finish) - DNS : N'a pas pris le départ (did not start) - DQ : Disqualification (disqualification) - NM : Aucun essai valable enregistré (No Mark) - Q : Qualifié « directement » au prochain tour (ou à la prochaine compétition), lors d'une compétition majeure, grâce au classement ou à la réalisation des minima (automatic qualifier) - q : Qualifié au prochain tour (ou à la prochaine compétition), lors d'une compétition majeure, grâce au repêchage ou à la réalisation de l'une des meilleures performances parmi celles des « non qualifiés directement » (grâce au meilleur temps ou à la meilleure distance par exemple) (secondary qualifier) |                                                                                         | |                                                                                          |

## Tableau des médailles
|           | Or | Argent | Bronze | Total |
| Brésil    | 11 | 14     | 8      | 33    |
| Colombie  | 9  | 6      | 8      | 23    |
| Venezuela | 8  | 8      | 6      | 22    |
| Equateur  | 4  | 2      | 4      | 10    |
| Uruguay   | 4  | 0      | 1      | 5     |
| Pérou     | 3  | 2      | 5      | 10    |
| Chili     | 2  | 6      | 3      | 11    |
| Argentine | 2  | 6      | 5      | 13    |
| Panama    | 1  | 0      | 2      | 3     |
| Suriname  | 0  | 0      | 1      | 1     |
| Bolivie   | 0  | 0      | 1      | 1     |
| --------- | -- | ------ | ------ | ----- |
| Total     | 44 | 44     | 44     | 132   |